# Ejlby Sogn

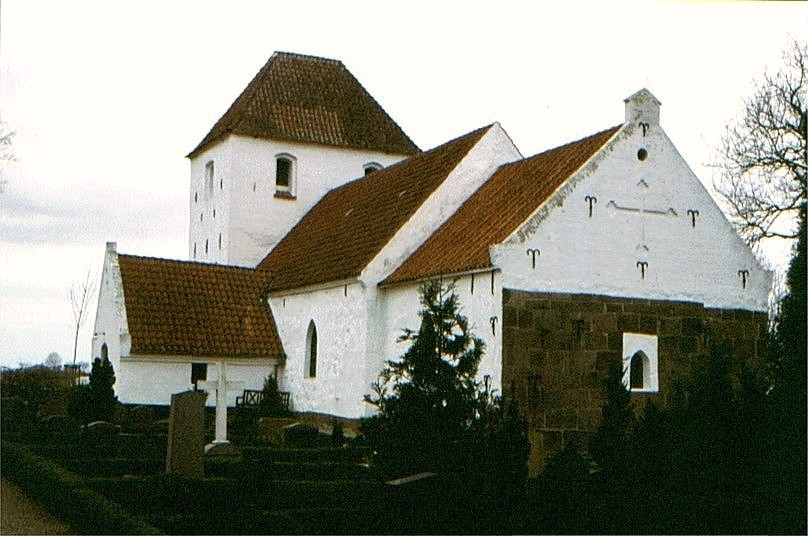
Ejlby Kirke

Ejlby Sogn ist eine Kirchspielsgemeinde (dän.: Sogn)
auf der Insel Fyn (dt.: Fünen)
im südlichen Dänemark. Bis 1970 gehörte sie zur Harde Skovby Herred im damaligen Odense Amt, danach zur Søndersø Kommune im Fyns Amt, die im Zuge der Kommunalreform zum 1. Januar 2007 in der Nordfyns Kommune in der Region Syddanmark aufgegangen ist.
Im Kirchspiel leben 126 Einwohner (Stand: 1. Januar 2023). Im Kirchspiel liegt die Kirche „Ejlby Kirke“.
Nachbargemeinden sind im Norden Nørre Sandager Sogn, im Osten Melby Sogn, im Süden Særslev Sogn und im Westen Guldbjerg Sogn.